# Lista över fornlämningar i Linköpings kommun (Kärna)
Lista över fornlämningar i Linköpings kommun (Kärna) är en förteckning av ett urval av de fornlämningar som finns i Kärna i Linköpings kommun.
| Namn                       | Lämningstyp                 | Tillkomsttid | Historisk indelning | Plats           | Läge                 | ID-nr          | Bild                                      |
| -------------------------- | --------------------------- | ------------ | ------------------- | --------------- | -------------------- | -------------- | ----------------------------------------- |
| Kärna 1:1                  | Gravfält                    |              | Kärna, Östergötland |                 | 58.424009, 15.564261 | 10045600010001 | Ladda upp en bild av detta fornminne      |
| Kärna 3:1                  | Stensättning                |              | Kärna, Östergötland |                 | 58.422482, 15.570304 | 10045600030001 | Ladda upp en bild av detta fornminne      |
| Kärna 6:1                  | Runristning                 |              | Kärna, Östergötland |                 | 58.416764, 15.522881 | 10045600060001 | Ladda upp en till bild av detta fornminne |
| Ög 106 (Kärna 6:2)         | Runristning                 |              | Kärna, Östergötland | Kärna kyrkogård | 58.416849, 15.522857 | 10045600060002 | Ladda upp en till bild av detta fornminne |
| Kärna 6:3                  | Runristning                 |              | Kärna, Östergötland |                 | 58.416587, 15.523620 | 10045600060003 | Ladda upp en bild av detta fornminne      |
| Kärna 6:4                  | Runristning                 |              | Kärna, Östergötland |                 | 58.416632, 15.523764 | 10045600060004 | Ladda upp en bild av detta fornminne      |
| Kärna 8:1                  | Grav- och boplatsområde     |              | Kärna, Östergötland |                 | 58.424341, 15.547433 | 10045600080001 | Ladda upp en bild av detta fornminne      |
| Kärna 9:1                  | Stensättning                |              | Kärna, Östergötland |                 | 58.427922, 15.540805 | 10045600090001 | Ladda upp en bild av detta fornminne      |
| Kärna 12:1                 | Stensättning                |              | Kärna, Östergötland |                 | 58.426803, 15.531955 | 10045600120001 | Ladda upp en bild av detta fornminne      |
| Rosens backe (Kärna 38:1)  | Gravfält                    |              | Kärna, Östergötland |                 | 58.396652, 15.495790 | 10045600380001 | Ladda upp en bild av detta fornminne      |
| Kapellsbacken (Kärna 39:1) | Gravfält                    |              | Kärna, Östergötland |                 | 58.394669, 15.498721 | 10045600390001 | Ladda upp en bild av detta fornminne      |
| Kärna 40:1                 | Gravfält                    |              | Kärna, Östergötland |                 | 58.387253, 15.474596 | 10045600400001 | Ladda upp en bild av detta fornminne      |
| Kärna 42:1                 | Gravfält                    |              | Kärna, Östergötland |                 | 58.388360, 15.470575 | 10045600420001 | Ladda upp en bild av detta fornminne      |
| Kärna 43:1                 | Stensättning                |              | Kärna, Östergötland |                 | 58.389607, 15.472079 | 10045600430001 | Ladda upp en bild av detta fornminne      |
| Kärna 43:2                 | Stensättning                |              | Kärna, Östergötland |                 | 58.389609, 15.472452 | 10045600430002 | Ladda upp en bild av detta fornminne      |
| Kärna 44:1                 | Stensättning                |              | Kärna, Östergötland |                 | 58.402886, 15.471980 | 10045600440001 | Ladda upp en bild av detta fornminne      |
| Kärna 44:2                 | Stensättning                |              | Kärna, Östergötland |                 | 58.402768, 15.472367 | 10045600440002 | Ladda upp en bild av detta fornminne      |
| Kärna 44:3                 | Stensättning                |              | Kärna, Östergötland |                 | 58.402803, 15.472757 | 10045600440003 | Ladda upp en bild av detta fornminne      |
| Kärna 44:4                 | Stensättning                |              | Kärna, Östergötland |                 | 58.402675, 15.472730 | 10045600440004 | Ladda upp en bild av detta fornminne      |
| Kärna 45:1                 | Gravfält                    |              | Kärna, Östergötland |                 | 58.399081, 15.472463 | 10045600450001 | Ladda upp en bild av detta fornminne      |
| Ög 109 (Kärna 46:1)        | Runristning                 |              | Kärna, Östergötland |                 | 58.397854, 15.484387 | 10045600460001 | Ladda upp en till bild av detta fornminne |
| Ög 110 (Kärna 48:1)        | Runristning                 |              | Kärna, Östergötland |                 | 58.398869, 15.484844 | 10045600480001 | Ladda upp en till bild av detta fornminne |
| Kärna 61:1                 | Hällristning                |              | Kärna, Östergötland |                 | 58.432263, 15.519710 | 10045600610001 | Ladda upp en bild av detta fornminne      |
| Kärna 62:1                 | Hällristning                |              | Kärna, Östergötland |                 | 58.431637, 15.517473 | 10045600620001 | Ladda upp en bild av detta fornminne      |
| Kärna 78:1                 | Stensättning                |              | Kärna, Östergötland |                 | 58.419740, 15.558371 | 10045600780001 | Ladda upp en bild av detta fornminne      |
| Kärna 83:1                 | Stensättning                |              | Kärna, Östergötland |                 | 58.395947, 15.479938 | 10045600830001 | Ladda upp en bild av detta fornminne      |
| Kärna 86:1                 | Stensättning                |              | Kärna, Östergötland |                 | 58.400694, 15.474808 | 10045600860001 | Ladda upp en bild av detta fornminne      |
| Kärna 87:1                 | Stensättning                |              | Kärna, Östergötland |                 | 58.394827, 15.476322 | 10045600870001 | Ladda upp en bild av detta fornminne      |
| Kärna 88:1                 | Stensättning                |              | Kärna, Östergötland |                 | 58.392559, 15.475485 | 10045600880001 | Ladda upp en bild av detta fornminne      |
| Kärna 89:1                 | Stensättning                |              | Kärna, Östergötland |                 | 58.392991, 15.470513 | 10045600890001 | Ladda upp en bild av detta fornminne      |
| Rosens stenar (Kärna 93:1) | Grav markerad av sten/block |              | Kärna, Östergötland |                 | 58.395784, 15.496927 | 10045600930001 | Ladda upp en bild av detta fornminne      |
| Rosens stenar (Kärna 93:2) | Grav markerad av sten/block |              | Kärna, Östergötland |                 | 58.395698, 15.496940 | 10045600930002 | Ladda upp en bild av detta fornminne      |
| Rosens stenar (Kärna 93:3) | Grav markerad av sten/block |              | Kärna, Östergötland |                 | 58.395604, 15.496891 | 10045600930003 | Ladda upp en bild av detta fornminne      |
| Kärna 104:1                | Stensättning                |              | Kärna, Östergötland |                 | 58.397294, 15.494862 | 10045601040001 | Ladda upp en bild av detta fornminne      |
| Kärna 105:1                | Stensättning                |              | Kärna, Östergötland |                 | 58.388198, 15.472179 | 10045601050001 | Ladda upp en bild av detta fornminne      |
| Kärna 105:2                | Stensättning                |              | Kärna, Östergötland |                 | 58.388114, 15.472011 | 10045601050002 | Ladda upp en bild av detta fornminne      |
| Kärna 106:1                | Stensättning                |              | Kärna, Östergötland |                 | 58.397080, 15.473489 | 10045601060001 | Ladda upp en bild av detta fornminne      |
| Kärna 108:1                | Gravfält                    |              | Kärna, Östergötland |                 | 58.395511, 15.469694 | 10045601080001 | Ladda upp en bild av detta fornminne      |
| Kärna 110:1                | Gravfält                    |              | Kärna, Östergötland |                 | 58.398208, 15.494580 | 10045601100001 | Ladda upp en bild av detta fornminne      |
| Kärna 131                  | Stensättning                |              | Kärna, Östergötland |                 | 58.425729, 15.556093 | 12000000025418 | Ladda upp en bild av detta fornminne      |
| Ledberg 12:1               | Gravfält                    |              | Kärna, Östergötland |                 | 58.422409, 15.495905 | 10045900120001 | Ladda upp en till bild av detta fornminne |